# Стефан Панайотов
Стефан Панайотов Панайотов е български военен деец, полковник, участник във всички войни в периода (1885 – 1918), командир на 58-и, 37-и (1912 – 1913) и 18-и пехотен етърски полк (1913 – 1915), и командир на 3-та бригада от 5-а пехотена дунавска дивизия по време на Първата световна война (1915 – 1918).

## Биография
Стефан Панайотов е роден е на 28 август 1864 г. в Хасково, Османска империя. На 30 август 1885 година завършва с 6-и випуск на Военно на Негово Княжеско Височество училище в София и е произведен в чин подпоручик. Служи в 22-ри пехотен тракийски полк, завежда домакинството на 1-ви пехотен софийски полк и е началник на 6-о полково военно окръжие.
По време на Балканската (1912 – 1913) и Междусъюзническата война (1913) командва 58-и пехотен полк и 37-и пехотен полк (22 септември 1912 – 20 септември 1913). С царска заповед №18 от 20 септември 1913 е назначен за командир на 18-и пехотен полк, който командва в периода (10 октомври 1913 – 1 септември 1915). В навечерието на Първата световна война (1915 – 1918) командва 4-та бригада от 8-а пехотена тунджанска дивизия, а през войната 3-та бригада от 5-а пехотена дунавска дивизия.
Полковник Стефан Панайотов е женен и има 6 деца.

## Военни звания
- Подпоручик (30 август 1885)
- Поручик (1887)
- Капитан (1890)
- Майор (2 май 1902)
- Подполковник (18 май 1906)
- Полковник (18 май 1913)

## Награди
- Орден „За заслуга“ (1885)
- Орден „За заслуга“ (1890)
- Народен орден „За военна заслуга“ V степен (1902)
- Знак „За 20 години отлична служба“ (1908)
- Възпоменателен кръст „За независимостта на България 1908 година“ (1910)
- Военен орден „За храброст“ III степен, 2 клас (Първа световна война)